# 維什涅韋 (魯任區)
49°45′36″N 28°59′37″E / 49.76000°N 28.99361°E
維什涅韋（烏克蘭語：Вишневе）是位於烏克蘭北部日托米爾州裏別爾季切夫區的村莊，始建於1693年，面積1.94平方公里，海拔高度248米，2001年該城鎮人口293。